# السی-السابهتی-سانهرت
السی-السابهتی-سانهرت (به فرانسوی: Alçay-Alçabéhéty-Sunharette) یک کمون در فرانسه است که در Canton of Tardets-Sorholus واقع شده‌است.

## خصوصیات
السی-السابهتی-سانهرت ۳۴٫۴۰ کیلومترمربع مساحت و ۲۲۸ نفر جمعیت دارد و ۳۴۴ متر بالاتر از سطح دریا واقع شده‌است.